# Alexander Pawlowitsch Danilischin
Alexander Pawlowitsch Danilischin (russisch Александр Павлович Данилишин; * 22. Dezember 1989 in Tscheljabinsk, Russische SFSR) ist ein russischer Eishockeytorwart, der seit 2007 beim HK Traktor Tscheljabinsk aus der Kontinentalen Hockey-Liga unter Vertrag steht und seit 2011 hauptsächlich für den HK Metschel Tscheljabinsk aus der Wysschaja Hockey-Liga spielt.

## Karriere
Alexander Danilischin begann seine Karriere als Eishockeyspieler in seiner Heimatstadt in der Nachwuchsabteilung des HK Traktor Tscheljabinsk, für dessen zweite Mannschaft er von 2007 bis 2009 in der drittklassigen Perwaja Liga aktiv war. In der Saison 2007/08 kam der Torwart zudem zu seinem Debüt im professionellen Eishockey, als er in einem Spiel für Traktor Tscheljabinsk in der russischen Superliga zwischen den Pfosten stand. In der Saison 2009/10 lief er für Traktor in vier Spielen in der Kontinentalen Hockey-Liga auf. Dabei wies er einen Gegentorschnitt von 4.06 und eine Fangquote von 88,3 % auf. Die restliche Spielzeit verbrachte der Russe allerdings bei Traktors Juniorenteam aus der MHL, Belje Medwedi Tscheljabinsk. 
Zur Saison 2011/12 wurde Danilischin an Traktors Stadtnachbarn HK Metschel Tscheljabinsk aus der zweitklassigen Wysschaja Hockey-Liga ausgeliehen und fungiert seither als dritter Torhüter von Traktor. 